# Barros Blancos
Barros Blancos is een stad in Uruguay. De stad werd in 1976 hernoemd naar de Juan Antonio Artigas, een legerofficier en tevens grootvader van José Gervasio Artigas, maar in 2007 werd de oude naam Barros Blancos in ere hersteld.

## Inwoners
| Jaar | Populatie |
| ---- | --------- |
| 1963 | 5.324     |
| 1975 | 8.311     |
| 1985 | 10.585    |
| 1996 | 13.464    |
| 2004 | 13.553    |
| 2011 | 31.650*   |

- Bij de census van 2011 werden geen aparte cijfers voor Camino Maldonado gepubliceerd. Bij de census van 2004 had Camino Maldonado 15.057 inwoners. Aangenomen mag worden dat de inwoners van Camino Maldonado opgenomen zijn in het inwonertal voor 2011 van Barros Blancos. 